# Aligarh (phim)
Aligarh là một bộ phim truyền hình tiểu sử Ấn Độ năm 2016 của đạo diễn Hansal Mehta và được viết bởi Apurva Asrani. Phim có sự tham gia của Manoj Bajpayee và Rajkummar Rao trong các vai chính.
Bộ phim đã được công chiếu trên toàn thế giới tại Liên hoan phim quốc tế Busan lần thứ 20, nhận được sự hoan nghênh nhiệt liệt. Bộ phim được phát hành trên toàn thế giới vào ngày 26 tháng 2 năm 2016 để được hoan nghênh. Bajpayee đã giành được nhiều lời khen ngợi từ giới phê bình và Giải thưởng phê bình phim dành cho nam diễn viên xuất sắc nhất với vai diễn Ram Vendra Siras.

## Nội dung
Lấy bối cảnh tại thành phố Aligarh, Uttar Pradesh, đó là câu chuyện có thật của Ramowderra Siras, một giáo sư của Marathi và là người đứng đầu Khoa Ngôn ngữ Ấn Độ hiện đại cổ điển tại Đại học Hồi giáo Aligarh, người đã bị đình chỉ với lý do đạo đức. Anh ta cũng bị cách chức từ Người đọc và Chủ tịch Ngôn ngữ Ấn Độ hiện đại. Bộ phim bắt đầu ngay lúc quyền riêng tư của giáo sư bị một đoàn làm phim từ một đài truyền hình địa phương tự ý xông vào nhà anh ta và quay phim anh ta quan hệ tình dục với một người lái chiếc xe kéo-puller. Siras bị buộc rời khỏi nhà ở trường đại học, và bị đình chỉ công việc. Ông ấy được liên lạc bởi một nhà báo có thiện cảm với ông, và vụ án của ông ấy được đưa ra tòa. Các quy định của tòa án có lợi cho ông và đình chỉ của Siras bị hủy bỏ, nhưng trước khi ông có thể trở lại làm việc, ông ấy được tìm thấy đã chết và xác định trong máu có chất độc. Bộ phim dựa trên một câu chuyện về quan hệ đồng tính luyến ái không được chấp nhận và được coi là án tử ở Ấn Độ năm 2010.

## Diễn viên
- Manoj Bajpayee vai Prof. Ramchandra Siras
- Rajkummar Rao vai Journalist Deepu Sebastian
- Ashish Vidyarthi vai Advocate Anand Grover
- Ishwak Singh vai Arvind Narayan
- Nutan Surya vai Anjali Gopalan
- Divya Unny vai Reporter
- Suman Vaidya vai Shadab Qureshi
- Devyansh Agnihotri (Nghệ sĩ nhí)
- Saptrishi Ghosh vai Assistant Lawyer
- Dilnaz Irani vai Nameeta
- Sukhesh Arora vai Tahir Islam
- Sumit Gulati vai Tashi
- Sachin Parikh vai Anuj
- Balaji Gauri vai Nita Grewal
- K.R.Parmeshwar vai Prof. Sridharan
- Prashant Kumar vai Rickshaw wala

## Sản xuất
Bộ phim được quay ở nhiều vùng khác nhau của Uttar Pradesh bao gồm Aligarh, Gorakhpur, Agra, Bareilly và Greater Noida (C-Block; sector - Gamma 1). Trong đó Greater Noida, một chuỗi nhỏ trong nhà đã bị Rajkumar Rao bắn trong 3 ngày 4.

## Tiếp nhận
Aligarh đã có buổi ra mắt tại châu Âu tại BFI lần thứ 59 Liên hoan phim Luân Đôn vào ngày 10 tháng 10 năm 2015. Phản hồi nói chung là siêu hạng và bộ phim đã thu được những đánh giá xuất sắc.  Screen International  trong bài đánh giá của mình đã gọi nó là "Một vụ án nhạy cảm, nhạy cảm trong một phiên tòa thực tế gây tranh cãi liên quan đến nạn nhân của một giáo sư đại học đồng tính, Aligarh nhấn mạnh sức mạnh ngày càng tăng và sự đa dạng của điện ảnh độc lập Ấn Độ".
Viện phim Anh, trong bài phê bình 'Whats On' của  Aligarh  đã gọi nó là "Có lẽ là bộ phim hay nhất về trải nghiệm nam đồng tính Ấn Độ, Hansal Mehta chỉ đạo một câu chuyện hấp dẫn và nhiều sắc thái mà là cảm động như nó là mạnh mẽ." Aligarh đã có buổi ra mắt tại Ấn Độ tại Mumbai vào ngày 17 Liên hoan phim Jio MAMI Mumbai vào ngày 30 tháng 10 năm 2015. Nó cũng có vinh dự là bộ phim Ấn Độ duy nhất mở đầu liên hoan kể từ khi thành lập. Phản ứng lại một lần nữa áp đảo. Meenakshi Shedde, cố vấn Nam Á của Liên hoan phim Berlin và nhà phê bình từng đoạt giải thưởng, đã nói điều này trong bài đánh giá  giữa ngày  của cô ấy: " Aligarh ': đó là bộ phim hiếm hoi can đảm đại diện cho nhân quyền, bao gồm cả những người đồng tính luyến ái, nhưng cung cấp một viễn cảnh yên tĩnh, chắt lọc." Chuyên mục Aseem Chhabra trong rediff.com của mình đánh giá cho biết "Aligarh là một bộ phim rất quan trọng, một cột mốc quan trọng trong lịch sử điện ảnh Ấn Độ sẽ bắt đầu cuộc trò chuyện rất cần thiết về cách Ấn Độ đối xử với một nhóm thiểu số hữu hình và thường bị bỏ qua."
Nhà hoạt động vì quyền đồng tính và biên tập viên của tạp chí Bombay Dost, Ashok Row Kavi, trong bài đánh giá Firstpost.com của mình có tên Aligarh "một kiệt tác về kỹ năng điện ảnh" và tiếp tục nói "What Mehta và nhà văn Apurva Asrani đã thực hiện một giáo sư phổ biến trong một trường đại học phổ biến và dệt một câu chuyện đời thực thành một tấm thảm của bộ phim kinh dị, hấp dẫn." Ấn Độ Express  đã cho 3,5 điểm trên 5.

## Giải thưởng
| Năm  | Tên của cuộc thi                | Thể loại                     | Kết quả   | Người nhận/Người được chỉ định |
| ---- | ------------------------------- | ---------------------------- | --------- | ------------------------------ |
| 2016 | 10th Asia Pacific Screen Awards | Best Actor                   | Đoạt giải | Manoj Bajpayee                 |
| 2017 | 62nd Filmfare Awards            | Critics Award for Best Actor | Đoạt giải | Manoj Bajpayee                 |